# Moussa Traoré
Moussa Traoré (ur. 25 września 1936 w Kayes, zm. 15 września 2020 w Bamako) – malijski wojskowy,polityk,dyktator, prezydent Mali od 19 listopada 1968 do 26 marca 1991.

## Życiorys
Traoré był przywódcą zamachu stanu przeciwko prezydentowi Modibo Keïcie w listopadzie 1968 roku. Po odsunięciu Keity od władzy ogłosił się prezydentem i zaprowadził rządy dyktatorskie, zakazując m.in. działalności partii politycznych (choć prężnie działała represjonowana przez rząd Malijska Partia Pracy). Zniósł konstytucję z 1960 roku i zastąpił ją tymczasową. Nawiązał bliską współpracę z Francją, która stała się od tamtej pory głównym sojusznikiem Mali. W 1974 roku wojsko przyjęło nową konstytucję, na skutek czego powstała II Republika Mali. W 1976 roku utworzona została jedyna legalna partia w kraju – Demokratyczny Związek Ludu Malijskiego. 
Na przełomie lat 70. i 80. doszło do studenckich protestów antyrządowych, które zostały krwawo stłumione. W 1985 roku wybuchła sześciodniowa wojna graniczna między Mali a Burkina Faso, a w 1990 roku doszło do wybuchu rebelii Tuaregów, którzy powrócili do kraju z emigracji w Algierii i Libii, rebelia trwała do 1995 roku. Traoré pod koniec lat 80. rozpoczął neoliberalny program reform gospodarczych wspartych przez Bank Światowy. Wraz z programem pod naciskiem Międzynarodowego Funduszu Walutowego zmuszony był wprowadzić niepopularne reformy oszczędnościowe i przeprowadził liberalizację gospodarki. Doprowadziło to do wzrostu niezadowolenia społecznego, a w efekcie do wielotysięcznych demonstracji i marszu na Bamako 22 marca 1991, kiedy to zginęło ok. 300 osób. 4 dni później przeprowadzono zamach stanu, odsuwając Traoré od władzy.
W 1993 roku został skazany na karę śmierci za zbrodnie z okresu swej dyktatury, głównie za masakrę w Bamako w marcu 1991 roku. W 1999 roku ponownie wydano na niego i jego żonę Mariam wyrok śmierci, tym razem za defraudację państwowych pieniędzy. Jednak ówczesny prezydent Alpha Oumar Konaré zamienił oba wyroki na dożywotnie więzienie. Tuż przed opuszczeniem urzędu prezydenta 29 maja 2002 Konaré, w ramach narodowego pojednania, wybaczył zbrodnie Traoré i ułaskawił byłego dyktatora i jego żonę. Po uwolnieniu wycofał się z życia publicznego.